# 罗免镇
罗免镇，是中华人民共和国云南省昆明市富民县下辖的一个镇。

## 行政区划
罗免镇下辖以下地区：
者北村、高仓村、罗免村、小甸村、麦家营村、麻地村、糯支村、石板沟村、则核村和西核村。